# أرنو دوريان
أرنو فيكتور دوريان (بالإنجليزية: Arno Victor Dorian)‏ شخصية خيالية في اساسنز كريد يونتي من تطوير يوبي سوفت. ضهر لاول مرة في 2014 و جسده الممثل الكندي دان جينوت من خلال تقنية التقاط الحركة. ادى صوته وهو صغير الممثل غودفروي ريدينغ . مواليد 1768 كان اساسن فرنسي نمساوي نشط خلال الثورة الفرنسية.
في إطار السرد التاريخي البديل في لعبة عقيدة الحشاشين ، ولد ارنو لعائله نبيلة فرنسية - نمساوية معروفة بولائها القديم لجماعة الإخوان (منظمة خيالية مستوحاة من جماعة الحشاشين). غير ان القدر لم يعطي ارنو طفولة سعيدة، إذ قتل والديه بطريقة غامضة لينقاد بعدها لعائلة دي لا سير التي تبنته، لكن ما خفي أعظم اذ ان هذه العائلة كانت تنتمي لمنظمة فرسان الهيكل اكبر اعداء لجماعة الإخوان في اللعبة.
يحتل الخط الرومنسي بين ارنو و صديقة طفولته إليز دي لا سير جانبا مهم من القصه. تنطلق الأحداث عندما يقتل والد إليز في ظروف غامضة. و يتعهد ارنو بكشف ملابسات القضية، هذا ما يقوده الى الانضمام الى جماعة الاخوان عند بداية الثورة الفرنسية.
لقد تلقى أرنو دوريان آراء متباينة من النقاد. البعض انتقدوه لافتقاره إلى الحيوية وعدم تميزه بشخصية لا تنسى ضمن أبطال السلسلة، بينما أشاد آخرون به كشخصية محببة ذات خلفية درامية مشوقة.

## سيرة
ولد عام 1768 في مدينة فرساي وهو من أصول فرنسية ونمساوية إنضم إلى الأساسن في عام 1789

## روابط خارجية
- أرنو دوريان على موقع IMDb (الإنجليزية)
- أرنو دوريان على موقع قاعدة بيانات الفيلم (الإنجليزية)